# Закарпатський обласний ліцей-інтернат з посиленою військово-фізичною підготовкою імені Героїв Красного поля
Закарпатський обласний ліцей-інтернат з посиленою військово-фізичною підготовкою імені Героїв Красного поля створений 1 вересня 1999 року на виконання розпорядження Президента України "Про розширення мережі ліцеїв з посиленою військово-фізичною підготовкою від 11 травня 1999 року за № 94/99 рп, положення про ліцей з посиленою військово-фізичною підготовкою Постанови Кабінету Міністрів України від 28 квітня 1999 року за № 717, розпорядження Голови Закарпатської обласної держадміністрації від 19 липня 1999 року за № 353,

## Випускники
- Літун Андрій Миколайович (1984—2022) — підполковник Збройних Сил України, учасник російсько-української війни, Герой України (2022, посмертно).
- Цірик Володимир Миколайович (1993—2016) — старший лейтенант Збройних сил України, учасник російсько-української війни.